# 4-(2-Aminoethyl)benzolsulfonylfluorid
4-(2-Aminoethyl)benzolsulfonylfluorid (Handelsname des Hydrochlorids: Pefabloc SC®), ein wasserlöslicher Serinproteinase-Inhibitor. Er inhibiert Proteasen wie Chymotrypsin, Kallikrein, Plasmin, Thrombin und Trypsin. 
Die Verbindung besitzt ein ähnliches Wirkungsspektrum wie Phenylmethylsulfonylfluorid (PMSF), ist jedoch insbesondere bei niedrigen pH-Werten weitaus stabiler. Es werden typischerweise Lösungen mit einer Konzentration von 0,1 bis 1 mM verwendet.